# Смиље
Смиље (Helichrysum arenarium) је вишегодишња зељаста биљка, распрострањена у Медитерану и околним областима. Смиље је популарна биљка услед пријатног мириса (пореклом од етарских уља) и благотворног дејства на систем органа за варење. 
Ботаничари сврставају смиље (Helichrysum italicum ssp. italicum) у породицу Asteraceae која је заступљена са преко 600 различитих
врста. На подручју Средоземља расте самоникло, а заступљено је са две подврсте. Расте на кршевитом подручју, сиромашним песковитим
земљиштима или на плитким земљиштима напуштених пољопривредних површина. Одговара му већа количина сунчевог зрачења, које утиче
на ароматична својства.
Народна имена: Жуто смиље,смили, цмиље, златноцвита трава, знељек, ласка камилица, марјетица, снељек.
Ботаничке карактеристике. Смиље је трајна зељаста биљка сивкасте боје од обиља вунастих длака. Стабљика је висока 10-40цм, усправна, неразграната, обрасла дугуљастим листовима, а на врху носи неколико жутих главичастих цвасти. Цвета лети.

## Занимљивости
У народним песмама се смиље помиње као леп и мирисни цвет за кићење девојака и момака („... нит је смиље нити босиље, већ мирише душа девојачка...").
Због лепоте и мириса цвета и деци су давана имена: Смиља, Смиљана или Смиљка.
Још од давнина жене и девојке су сматрале да је цвет смиља користан за кожу и да брише трагове времена са лица. Зато су од цвета у комбинацији са маслиновим уљем правиле смешу. Након што одстоји минимум 6 недеља користиле су за негу коже.